# Dallas (Steely Dan)
Dallas è un singolo del gruppo musicale statunitense Steely Dan, pubblicato nel 1972.
Il singolo, incluso nel 1978 come seconda traccia della seconda raccolta Steely Dan, è l'unico estratto da quest'ultima.

## Cover
- I Poco hanno realizzato una cover del brano nel 1975 includendola nel loro album Head over Heels.